# Locazione stagionale

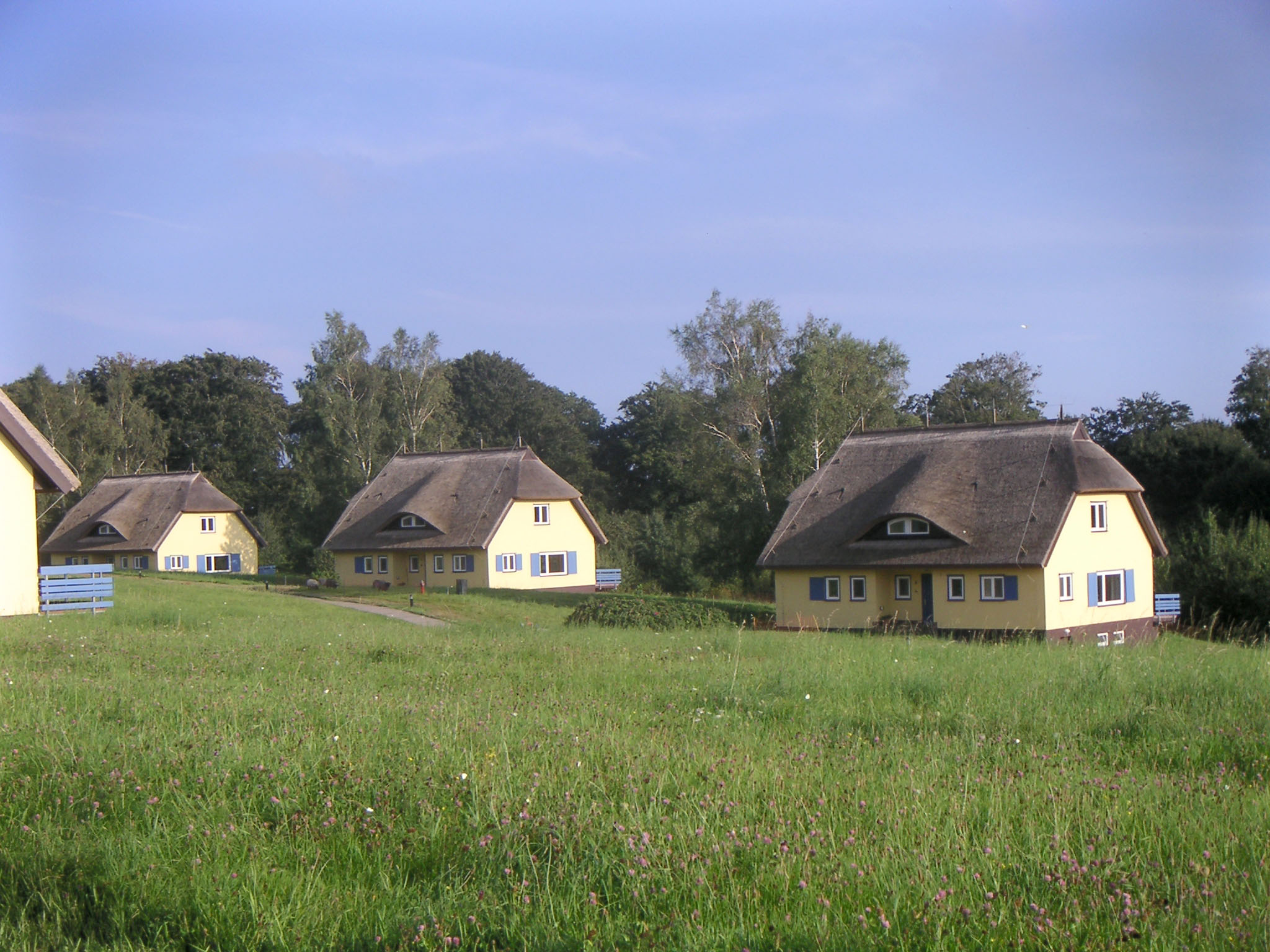
Cottage per le vacanze con tetti di paglia sull'isola di Vilm, vicino a Rügen in Germania

In diritto, per locazione stagionale (o albergo stagionale) si intende l'attività di affitto di case e appartamenti per un tempo limitato, principalmente a scopo di vacanze, l'affitto temporaneo di un appartamento o una casa ammobiliati come alternativa a un albergo. L'affitto di case e appartamenti vacanze è una formula popolare in Europa (soprattutto nel Regno Unito) e in Canada e ultimamente si sta diffondendo in tutto il mondo.

## Tipi di alloggio
Nella maggior parte dei casi, si tratta di case e appartamenti privati, pertanto la varietà d'alloggi è davvero molto ampia. Le proprietà sono totalmente ammobiliate e possono comprendere ville, appartamenti, cottage, condomini, o case di città. L'alloggio in fattoria, ad esempio, può prevedere la partecipazione alla vita di campagna o può semplicemente consistere in alloggiare in una casa che si trova in campagna. Il cliente/viaggiatore prenota la casa vacanza o l'appartamento per un periodo di tempo limitato. In alcuni casi è possibile prenotare l'alloggio per notti anche se la pratica più comune è prenotare settimanalmente. Le case vacanze vanno da semplici monolocali a costose ville private dotate di tutti i comfort (spiagge private, barche, chef, lezioni di cucina, ...). Alcune proprietà, soprattutto condomini e appartamenti, offrono ai loro clienti gli stessi servizi degli hotel, come la reception per effettuare il check-in, assistenza 24 h, servizio di pulizia e di concierge.

## Dove
Le vacanze in villa sono molto diffuse in Europa; le principali destinazioni sono Spagna, Francia, Germania, Grecia e Turchia. Le case vacanza sono disponibili nella maggior parte degli stati degli U.S.A. soprattutto nelle aree maggiormente turistiche come Florida, Hawaii e California e altre zone balneari. Il mercato dell'affitto di case vacanze e appartamenti è più diffuso in Europa che negli Stati Uniti, mentre lo stato della Florida è una delle destinazioni più amate dagli europei per le loro vacanze in villa.

## Paragone con altri tipi di alloggio
I consumatori che hanno poca dimestichezza con il concetto di affitto di case vacanza e appartamenti potrebbero confonderlo con la multiproprietà. Anche una multiproprietà, comunque, può essere data in affitto per le vacanze, qualora il proprietario decida di affittarla a terzi per le settimane che gli spettano. Una multiproprietà è un immobile - abitualmente un condominio completamente ammobiliato - che è condiviso in comproprietà. Esistono diverse tipologie di proprietà però, generalmente, ogni proprietario possiede una quota di responsabilità insieme al diritto a utilizzare l'immobile per un periodo di tempo stabilito. Gli alberghi e gli ostelli, invece, generalmente non prevedono l'affitto di una casa autonoma o un appartamento.

## Listing services, agenzie e imprese di management
L'affitto di case vacanza o di ville è organizzato direttamente dal proprietario, o è gestito attraverso un'agenzia, solitamente via internet. Molti proprietario hanno i loro siti internet, mentre altri ricorrono a listing services che forniscono liste di alloggi in cui sono riportate informazioni e foto della proprietà fornite dal proprietario stesso. Dato che ogni proprietario prevede le proprie modalità di pagamento e deposito, le proprie politiche di cancellazione, procedure di pick-up, ecc, per effettuare la prenotazione il cliente si pone direttamente in contatto con il proprietario. Ci sono diversi tipi di siti che offrono listing services, con differenti specializzazioni (ad esempio in base alle destinazioni, alloggi di lusso, alloggi rurali, …) e caratteristiche (come la prenotazione istantanea o programmi di fidelizzazione). Nel caso delle agenzie d'affitto, invece, queste gestiscono le prenotazioni e la fatturazione per conto dei proprietari, pertanto non è previsto nessun contatto diretto tra il cliente e il proprietario. Dato che la tassa o la commissione addebitata dalle agenzie sono maggiori di quelle di un listing service, nel caso delle agenzie il canone d'affitto tende a essere superiore. Nel Regno Unito le vacanze in villa sono vendute anche dai tour operator nella formula di pacchetti che includono anche il volo e l'affitto della macchina. Questa formula è più conveniente per quei clienti che non amano organizzarsi il viaggio da soli, ma di solito è più cara e non permette la scelta della proprietà in cui alloggiare. La maggior parte dei proprietari si affidano a imprese di management per gestire gli affitti delle loro case vacanza e appartamenti. Alcune di queste operano anche come agenzie e si occupano anche del marketing delle proprietà, delle prenotazioni e della fatturazione.

## Preoccupazioni dei viaggiatori
Alcuni viaggiatori tuttora temono il fenomeno conosciuto nel settore come SNAD: significantly not as described. Si tratta, cioè, di una proprietà che nelle foto sembra un paradiso e che poi si rivela essere decadente e orribile. Per questo, le imprese di affitto offrono e mostra i commenti degli utenti. Un'altra preoccupazione diffusa è che le persone possano creare account falsi spacciandosi per proprietari e promuovere una casa di cui in realtà non sono i proprietari. Questo può spingere persone innocenti a prenotare e pagare una vacanza e poi scoprire all'arrivo che la casa prenotata non esiste. Data la natura della transazione, pagata molti mesi in anticipo, il colpevole può infatti facilmente scomparire senza lasciare nessuna traccia lasciando il cliente senza alloggio e senza soldi.

## Restrizioni
In molti paesi e città le autorità locali, dopo varie lamentele, hanno cercato di controllare o bandire gli affitti di case vacanze o di appartamenti. Negli Stati Uniti, New York, Chicago e altre città hanno introdotto delle vere e proprie restrizioni sugli affitti turistici.